# هلق
هلق هي قرية في مقاطعة جلفا، إيران. عدد سكان هذه القرية هو 413 في سنة 2006.